# Felix Stump

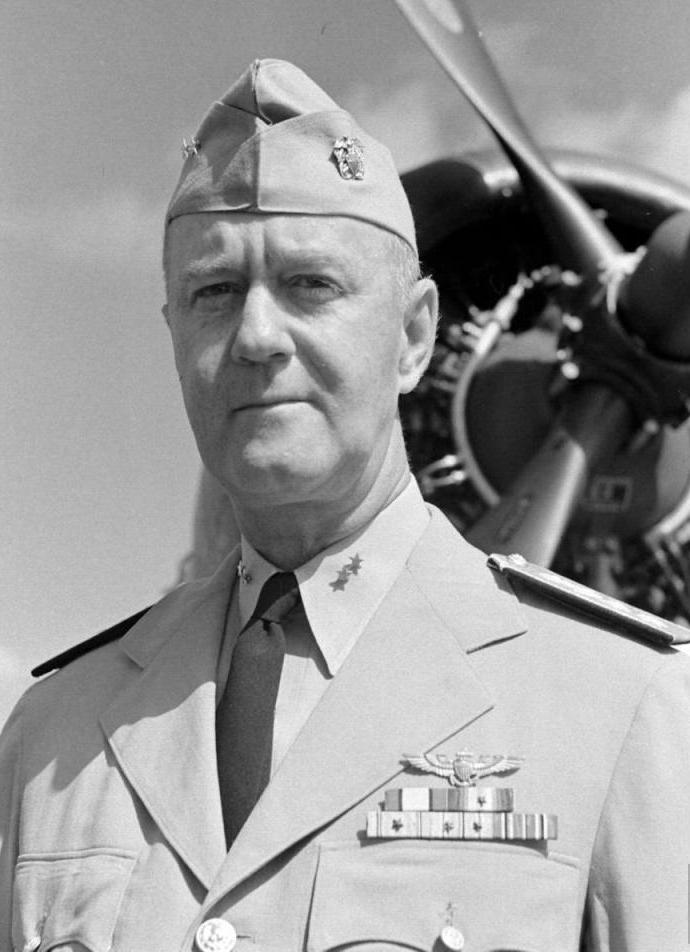
Felix Stump als Konteradmiral während des Zweiten Weltkrieges

Felix Budwell Stump (* 15. Dezember 1894 in Parkersburg, Wood County, West Virginia; † 13. Juni 1972 in Bethesda, Montgomery County, Maryland) war ein US-amerikanischer Marineflieger und Admiral der US Navy, der zuletzt von 1953 bis 1958 in Personalunion Oberkommandierender des Pazifikkommandos (US Pacific Command) sowie Oberbefehlshaber der Pazifikflotte (US Pacific Fleet) war.

## Leben

### Ausbildung zum Marineoffizier und Zeit bis zum Zweiten Weltkrieg
Felix Stump begann nach dem Schulbesuch 1913 seine Offiziersausbildung an der US Naval Academy in Annapolis, die er 1917 abschloss. Danach fand er Verwendung an Bord des Kanonenbootes USS Yorktown sowie nach dem Verschärfung des U-Boot-Kriegs und Kriegseintritt der USA in den Ersten Weltkrieg als Navigationsoffizier des Geschützten Kreuzers USS Cincinnati. Nach Kriegsende wurde er an Bord des zur Illinois-Klasse gehörenden Einheitslinienschiffes USS Alabama versetzt und absolvierte daraufhin zwischen 1920 und 1921 eine Marineflieger-Ausbildung auf dem Marinefliegerstützpunkt Naval Air Station Pensacola. Danach folgte 1922 ein postgraduales Studium für Luftfahrttechnik am Massachusetts Institute of Technology (MIT), das er 1924 abschloss.
Daraufhin fungierte Stump zwischen 1923 und 1925 als Marinefliegeroffizier der Torpedostaffel 2 (Torpedo Squadron 2) auf dem von der US Navy 1922 zum ersten Flugzeugträger der USA Langley umgebauten Marine-Kohlentransporter Jupiter. Nach anderen Verwendungen war er von 1928 bis 1929 Kommandeur des Kreuzeraufklärungsgeschwaders (Cruiser Scouting Wing) sowie zwischen 1930 und 1931 Offizier im Stab des Kreuzerkommandeurs der Aufklärungsverbände (Scouting Force). Nachdem er anschließend wieder unterschiedliche Verwendungen gefunden hatte, fungierte er zwischen 1936 und 1937 als Kommandeur (Commanding Officer) der Aufklärungs-Bomber-Staffel 2 (Scout-Bombing Squadron 2) des Flugzeugträgers Saratoga sowie von 1938 bis 1939 als Navigationsoffizier des Flugzeugträgers Lexington. Nach seiner Beförderung zum Fregattenkapitän (Commander) wurde er 1940 Erster Offizier des Flottenflugzeugträgers Enterprise.

### Zweiter Weltkrieg
Am 20. September 1941 wurde er als Nachfolger von Fregattenkapitän Robert Perche McConnell Kommandant der nunmehr zum Seeflugzeugträger umgebauten Langley in der Manilabucht und verblieb in dieser Verwendung bis zum 13. Januar 1942, woraufhin Fregattenkapitän Robert Perche McConnell das Kommando erneut übernahm. Anschließend wechselte er im Januar 1942 in den Stab des Oberbefehlshabers der US-Asienflotte (US Asiatic Fleet) und war dort Kommandeur des Gemeinsamen Operations- und Nachrichtenzentrums des Alliierten Luftkommandos von USA, Großbritannien, Niederlande und Australien ABDAIR (Allied American British Dutch and Australian Air Command) und des Gemeinsamen Oberkommandos von USA, Großbritannien, Niederlande und Australien ABDACOM (American British Dutch and Australian High Command). Für seine dortigen Verdienste wurde ihm 1943 die Army Distinguished Service Medal verliehen.
Am 17. Februar 1943 wurde Stump als Kapitän zur See (Captain) erster Kommandant des neu in Dienst gestellten Flugzeugträgers Lexington und verblieb auf diesem Posten bis zu seiner Ablösung durch Kapitän zur See Ernest Wheeler Litch am 10. April 1944. Während dieser Zeit wurde 1944 zum Konteradmiral (Rear Admiral) befördert. Am 14. Mai 1944 wurde er für seine Verdienste bei Einsätzen gegen die von Japan besetzten Inseln Tarawa, Abemama, Wake und Kwajalein in der Zeit vom 18. September bis zum 5. Dezember 1943 mit dem Silver Star ausgezeichnet. Als Kommandeur der Einsatzeinheit Task Unit 52.11.2 und der Flugzeugträgerdivision Carrier Division 24 war er vom Geleitflugzeugträger Corregidor aus zuständig für die Operationen bei der Schlacht um Saipan. Sie begannen am 15. Juni 1944 mit der Landung von US-Marines an der südwestlichen Küste von Saipan und endete nach drei Wochen mit der Eroberung der Insel durch die US-Amerikaner. Für seine militärischen Leistungen in der Zeit vom 14. Juni bis 1. August 1944 in der Schlacht um die Marianen-Inseln erhielt er am 18. Oktober 1944 erstmals den Legion of Merit. Danach blieb er Kommandeur der Carrier Division 24 und war als solcher zugleich Kommandeur der Einsatzeinheit Taffy II (Task Unit 77.4.2), mit der er vom 18. bis 29. Oktober 1944 entscheidend für die Vorbereitung und Unterstützung der amphibischen Gruppen während der See- und Luftschlacht im Golf von Leyte und Samar verantwortlich war. Für seine dortigen Verdienste wurde ihm am 19. Januar 1945 erstmals das Navy Cross verliehen. Anschließend trug er als Kommandeur der nunmehrigen Einsatzeinheit Task Unit 77.12.7 vom 12. bis 17. Dezember 1944 maßgeblich zum Erfolg der Landung und Eroberung von Mindoro bei und wurde hierfür im März 1945 mit einem weiteren Navy Cross ausgezeichnet. Ferner erhielt er am 30. April 1945 für seine Verdienste vom September 1944 bis April 1945 in der Schlacht um die Palau-Inseln sowie Schlacht um Okinawa einen weiteren Legion of Merit. Am 1. Mai 1945 wurde er für seine Leistungen vom 1. bis 17. Januar 1945 als Kommandeur der Task Unit 77.4.2 während der Rückeroberung der Philippinen mit einem dritten Legion of Merit geehrt. Zuletzt war während seiner Dienstzeit als Kommandeur der Carrier Division 24 der Geleitflugzeugträger Marcus Island sein Flaggschiff.

### Nachkriegszeit und Aufstieg zum Admiral
Im Mai 1945 wurde Stump Chef des Technischen Marinefliegerausbildungskommandos NATTC (Naval Air Technical Training Command) und verblieb in dieser Funktion bis Dezember 1948. Anschließend übernahm er im Dezember 1948 von Vizeadmiral Patrick N. L. Bellinger den Posten als Kommandeur der Marinefliegerverbände der US-Atlantikflotte (Naval Air Forces US Atlantic Fleet) und wurde als solcher zum Vizeadmiral (Vice Admiral) befördert. Auf diesem blieb er bis März 1951 und wurde danach durch Vizeadmiral John J. Ballentine abgelöst. Er selbst übernahm daraufhin im März 1951 den Posten als Kommandeur der 2. US-Flotte (US Second Fleet) und übte diesen bis Juni 1953 aus.
Im Anschluss wurde Stump als Admiral am 10. Juli 1953 als Nachfolger von Admiral Arthur W. Radford schließlich Oberkommandierender des US-Pazifikkommandos (US Pacific Command). Diesen Posten bekleidete er bis zu seiner Ablösung durch Admiral Harry D. Felt am 31. Juli 1958. Am 19. Juli 1958 wurde er als Nachfolger von Admiral Radford zudem in Personalunion Oberbefehlshaber der Pazifikflotte (US Pacific Fleet)und wurde in dieser Verwendung bereits am 14. Januar 1958 durch Admiral Maurice E. Curts abgelöst, nach die beiden Funktionen nach elf Jahren aufgeteilt wurden. Daneben fungierte er zwischen dem 29. August 1953 und dem 1. August 1958 als Militärischer Vertreter der USA bei dem durch das ANZUS-Abkommen gegründeten Pazifik-Pakt sowie ferner vom 16. März 1955 bis zum 1. August 1958 als US-amerikanischer Militärberater der SEATO, des sogenannten Manila-Paktes. Für seinen Verdienste in diesen Verwendungen wurde ihm am 25. Juni 1958 auch die Navy Distinguished Service Medal, der zweithöchsten Auszeichnung der US Navy nach dem Navy Cross. Am 1. August 1958 trat er in den Ruhestand und engagierte sich zuletzt als stellvertretender Vorstandsvorsitzender und Chief Executive Officer der Freedoms Foundation im Valley Forge National Historical Park.
Stump verstarb an den Folgen einer Krebserkrankung im National Naval Medical Center und wurde anschließend auf dem Nationalfriedhof Arlington bestattet. Aus seiner Ehe mit Elizabeth Smith Stump ging sein einziger Sohn John Morgan Stump hervor, der als Korvettenkapitän sowie Militärpilot in der US Navy diente und am 6. November 1970 bei einem Flugzeugabsturz ums Leben kam.
Zu Ehren von Felix Stump wurde die am 19. August 1978 in Dienst gestellte Stump benannt, ein Zerstörer der Spruance-Klasse.

### Auszeichnungen
Auswahl der Dekorationen, sortiert in Anlehnung der Order of Precedence of the Military Awards:
- Navy Cross (2 x)
- Army Distinguished Service Medal
- Navy Distinguished Service Medal
- Silver Star
- Legion of Merit (3 x)